# Dracula rezekiana
Dracula rezekiana är en orkidéart som beskrevs av Carlyle August Luer och R.Hawley. Dracula rezekiana ingår i släktet Dracula och familjen orkidéer.
Artens utbredningsområde är Ecuador. Inga underarter finns listade i Catalogue of Life.